# 新佩列傑爾基諾站
新佩列傑爾金諾站（羅馬化：Novoperedelkino）是莫斯科地鐵加里宁-松采沃线的一個車站。此站在2018年8月30日啟用。